# Ludwik Schneider
Ludwik Schneider (ur. 13 sierpnia 1899 w Siwce, zm. 1972 w Nowym Jorku) – polski piłkarz, pomocnik.
Był piłkarzem Pogoni i Hasmonei Lwów. W barwach Pogoni w 1923 został mistrzem Polski. W reprezentacji Polski debiutował w rozegranym 2 września 1923 spotkaniu z Rumunią, drugi i ostatni raz zagrał w 1926 roku.